# 恵比寿南一公園
恵比寿南一公園（えびすみなみいちこうえん）は、東京都渋谷区恵比寿にある街区公園。園内にイカ型の遊具があったことから「イカ公園」と呼ばれていたこともある。

## 施設
恵比寿ガーデンプレイスの近くに位置しており、公園面積は2,016.79m2である。土地は渋谷区の所有である。
2022年1月からサッポロ不動産開発を代表企業とする恵比寿南一公園改良整備事業が着工し、同年9月1日に供用を開始した。恵比寿南一公園改良整備事業により従来の遊具は撤去され、芝生広場や築山を整備し、ドッグカフェが新設された。

## 所在地
東京都渋谷区恵比寿南一丁目26番1号

## アクセス
JR恵比寿駅徒歩8分。